# Fantasy (album)
Pour les articles homonymes, voir Fantasy (homonymie).
Albums de Jay Chou
Jay
(2000) The Eight Dimensions
(2002)
Fantasy (范特西) est le deuxième album de l'artiste taïwanais Jay Chou. Il est sorti le 14 septembre 2001.
L'album vend plus de 460 000 d'exemplaires à Taïwan et plus d'1,7 million de copies à travers l'Asie. Jay Chou fait la promotion de cet album en entamant sa première tournée Fantasy Tour, de novembre 2001 à février 2002.

## Liste des titres
| 1.    | Love Before the Century (愛在西元前 - Ai Zai Xi Yuan Qian) | 3:54 |
| 2.    | Dad I am back (爸我回來了 - Ba Wo Hui Lai Le)              | 3:55 |
| 3.    | Simple Love (簡單愛 - Jian Dan Ai)                         | 4:31 |
| 4.    | Ninja (忍者 - Ren Zhe)                                     | 2:38 |
| 5.    | Can't Open Mouth (開不了口 - Kai Bu Liao Kou)              | 4:44 |
| 6.    | Shanghai 1943 (上海一九四三 - Shang Hai Yi Jiu Si San)     | 3:15 |
| 7.    | Sorry (對不起 - Dui Bu Qi)                                 | 3:45 |
| 8.    | William Castle (威廉古堡 - Wei Lian Gu Bao)                | 3:56 |
| 9.    | Nunchuks (雙截棍 - Shuang Jie Gun)                         | 3:21 |
| 10.   | Silence (安靜 - An Jing)                                   | 5:34 |
| 39:30 |                                                            |      |